# Anno I
Anno I was van 711/715 tot ca. 715 de twaalfde bisschop van Keulen onder koning Dagobert III.

## Leven
Anno I volgde Gislo (of Giso) op als bisschop van Keulen. Over Anno I is overgeleverd, dat hij in de Sint-Severinuskerk werd bijgezet. Aan het begin van de 7e eeuw was de Heilige Suitbert hulpbisschop van bisschop Anno I. Als zijn sterfdag is 24 december overgeleverd. Hij werd door Faramund(us) als bisschop van Keulen opgevolgd.
Hij is mogelijk de bouwheer van de stichtkerk Sint-Severinus.